# モラクセラ・ボーボクリ
モラクセラ・ボーボクリ（Moraxella bovoculi）はプロテオバクテリア門ガンマプロテオバクテリア綱シュードモナス目モラクセラ科モラクセラ属の種の一つであり、カリフォルニア州Browns Valleyの子牛の目から分離された。M. bovoculiは、牛伝染性角結膜炎の原因菌の一つである。

## 牛伝染性角結膜炎
牛伝染性角結膜炎（IBK: infectious bovine keratoconjunctivitis）は、Moraxella bovisの感染が原因として起こる牛の眼感染症として知られているが、類縁菌のM. bovoculiは2002年に米国でIBK罹患牛から分離され、2007年に新種として提唱された。生化学的性状はM. bovisと類似しているが、それとは異なる特徴として、M. bovoculiはフェニルアラニンデアミナーゼ活性陽性、ゼラチン液化陰性がある。日本国内では、IBKを呈した牛から2010年に兵庫県で初めて分離され、その後、2012年に石川県、2014年に長崎県、2015年に埼玉県で報告されている。